# ディプサコミケス
ディプサコミケス Dipsacomyces Benjamin 1961 はキックセラ亜門の菌類の1つ。ブラシカビと同様なスポロクラディアを胞子嚢柄のあちこちに疎らに着ける。単一の種、D. acuminosporus のみが知られている。

## 特徴
Benjamin(1961) における属の記載は以下の通り。
気中菌糸として伸び出した胞子形成柄には隔壁があり、スポロクラディアはその側面に生じ、横枝の形で伸び出す。スポロクラディアには柄があり、先端は細くなっており、その間の細胞の側面に多数の偽フィアライドを多少とも縦並びの列をなして着ける。偽フィアライドは細長くなっており、その細くなった先端に単一の分節胞子嚢を着ける。分節胞子嚢は細長い楕円形をしており、その先端は鋭く尖り、成熟時には粘液の中に放出される。
以下、より具体的な特徴を知られている唯一の種であり、この属のタイプ種でもある D. acuminosporus' に基づいて示す。

### 栄養体
菌糸体は自然の基質の上で素早く成長し、コロニーは白く見える。YpSsやPDAなどの培地上では胞子はよく発芽し、その成長は早く、5日でコロニーの直径が2-3cmに達する。栄養菌糸は無色で隔壁があって分枝をし、その径は2～6μm。あちこちから隔壁があって分枝をする気中菌糸を伸ばし、多少とも纏まった綿状になってその高さは4mmに達する。気中菌糸は繊細で滑らか、径は2.2～4.4μm（1.3～5.7まで）。

### 無性生殖
無性生殖は分節胞子嚢に形成される胞子嚢胞子による。胞子形成は培地上で培養を初めて4～5日で始まるか、遅れても1週間程度である。気中菌糸の側面から不規則に間を開けてスポロクラディアが出る。スポロクラディアの柄は滑らかで2～4個、時に6個の細胞からなり、長さ25～150(～200)μm、径3～5μm、その先端に1個、時には更に分枝してそれ以上の数のスポロクラディアを着ける。スポロクラディアの本体はごく僅かに細かな凹凸があり、僅かに曲がっており、長さ25～55μm、幅5～7μm。柄を除いて6～13個(平均9個)の細胞から構成され、最先端の細胞は通常は不実である。先端の不実の細胞は長さ12～20μmで、先細りで先端は少し丸まっている。偽フィアライドは細長い卵形からやや筒状で長さ4.4～6.6μm、幅2μm、スポロクラディアの片面に並び、おおよそ各細胞ごとに縦に2個、あるいはそれ以上が並んでいる。分節胞子嚢は無色で、滑らか、細長くて両側が細くなっており、その先端側に長く伸びた尖った先端部があり、ぞの全長は19～34(平均27)μm、一番広いところで幅3～4．5μm、先端部の長さは11～21(平均15)μm。胞子嚢壁は胞子と全面で合着しているが、成熟時には容易に剥がれる。
なお、この胞子嚢胞子には先端に長く突き出した尖った部分があるが、この部分の胞子嚢壁はこの部分の基部で輪のような形で切れ離れる。

### 有性生殖
有性生殖は接合胞子嚢の形成によると思われるが未発見。

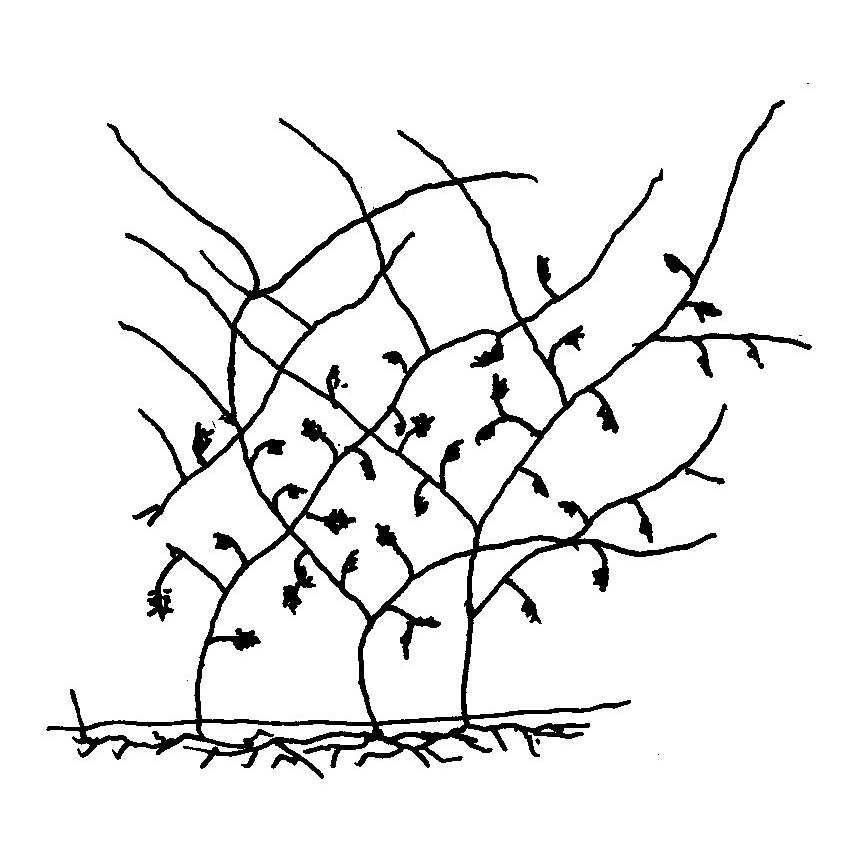
菌体の全景
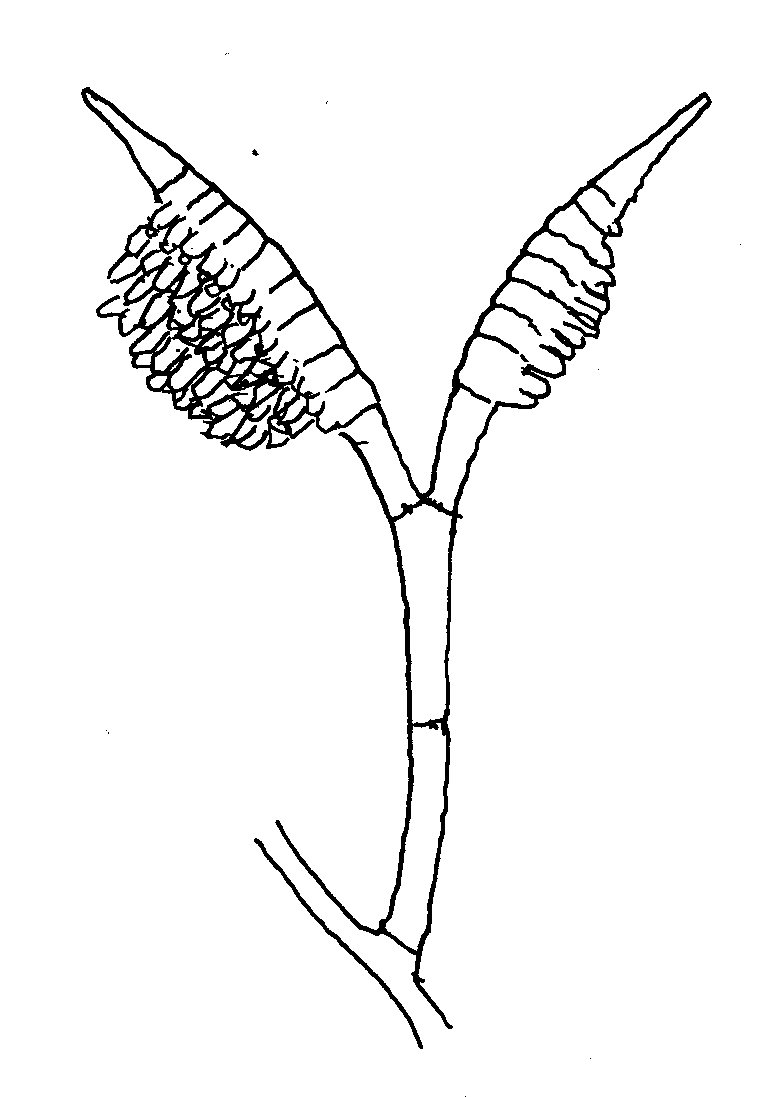
若いスポロクラディアの発達の様子
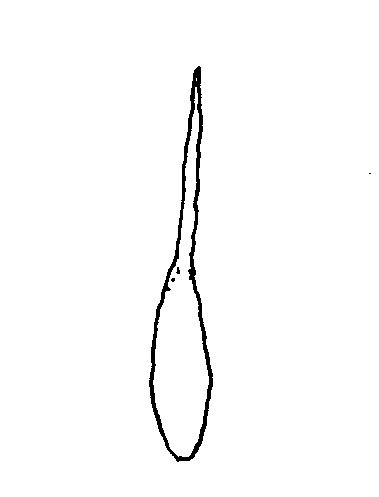
成熟した単胞子性分節胞子嚢
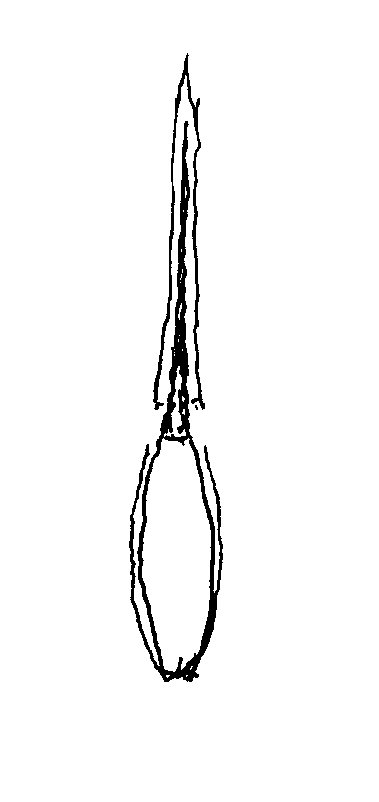
分節胞子嚢壁が壊れる様子
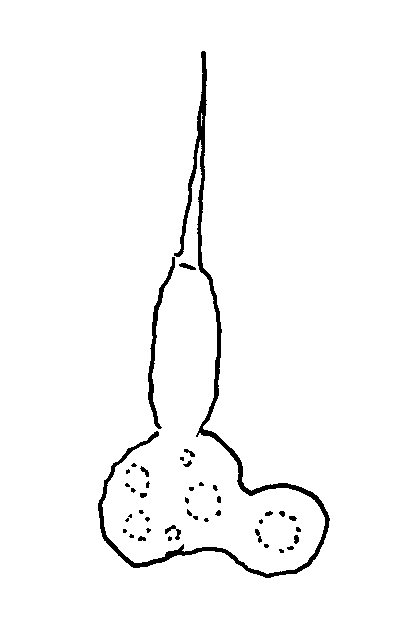
胞子の発芽
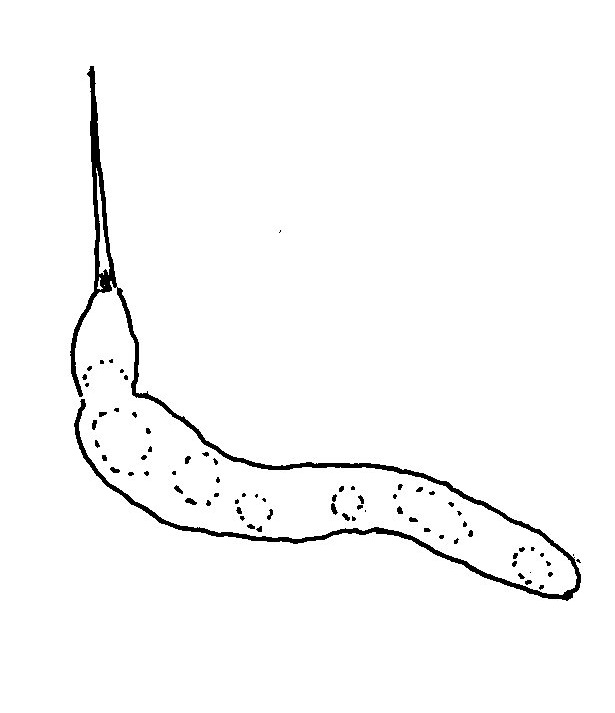
発芽管の伸張の様子

## 分布など
タイプ種の D. acuminosporus はホンジュラスのラリマ近郊で土壌から採集された。
本属はこの種のみが知られ、この種は原記載時の発見だけしか記録されていない。

## 分類など
本属を記載した際にBenjamin(1961) はスポロクラディアの構造がブラシカビなどとほぼ同じであること、スポロクラディアが胞子嚢柄の上に疎ら且つ不規則に出ることを重視し、これが既知のキックセラ類のどれとも異なることをもってこれをキックセラ科に含まれる新属であるとした。分節胞子嚢の先端に鋭く尖った付属部があることや分節胞子嚢の壁が胞子から分離する点などについては大きく関心を示しつつもそれ以上の言及はない。Kurihara(2002)も本属のスポロクラディアをブラシカビと同じタイプと見なしている。Reynolds et al.(2023) による分子系統では本属はブラシカビ属に対して姉妹群をなすクレードに本属は含まれ、もっとも近縁なのはマルテンシオミケス Martensiomyces であるとの結果が出ている。